# حسین خان حسام‌الملک
حسین خان حسام‌الملک (درگذشته صفر ۱۳۰۷ قمری) از خوانین سرابندی قراگوزلوی همدان، نوه دختری فتحعلی‌شاه و حاکم کرمانشاه و کردستان بود.
حسین خان پسر سرتیپ علی‌خان نصرت‌الملک قراگوزلو سرابندی و زبیده خانم دختر عارف و شاعر فتحعلی‌شاه قاجار بود. حسین‌خان در ذی‌القعده سال ۱۲۹۸ قمری نشان و حمایل امیرتومانی گرفت. در سال ۱۳۰۱ قمری از جانب مسعود میرزا ظل‌السلطان پسر ناصرالدین‌شاه قاجار که حکومت نیمی از ایران را داشت، نایب‌الحکومه کرمانشاه شد. در سال ۱۳۰۵ قمری ناصرالدین‌شاه یک شبه ظل‌السلطان را از تمام مناصبش، جز حکومت اصفهان، خلع کرد. پس از آن حسام‌الملک از طرف شاه مستقلاً حاکم کرمانشاه شد و حکومت کردستان نیز به او تعلق گرفت. او در صفر ۱۳۰۷ قمری در حالی که همچنان حاکم کرمانشاه بود، در آن شهر درگذشت.
حسام‌الملک از زن اول خود صاحب پسری بود به نام زین‌العابدین خان امیرافخم (درگذشته اردیبهشت ۱۳۰۴ در شورین) پس از درگذشت همسر اول در رمضان ۱۲۹۸ قمری، نیم‌تاج‌خانم دختر میرزا نبی قزوینی را به همسری گرفت و از او دختری یافت که نیم‌تاج‌الملوک لقب گرفت و به همسری افتخارالملک همدانی درآمد. نیم‌تاج‌خانم نیز به هنگام حکمرانی حسام‌الملک در کرمانشاهان درگذشت. حسام‌الملک پس از او، مهرماه خانم عصمت‌السلطنه بیوه عبدالوهاب خان آصف‌الدوله را به همسری گرفت.